# Герб Майминского района
Герб Майминского района  — официальный символ муниципального образования «Майминский район» Республики Алтай. Герб района впервые утверждён в 2003 году, изменён в 2019 году; герб внесён в Государственный геральдический регистр Российской Федерации под регистрационным номером 12846.

## Описание
Официальное описание герба:
В лазоревом поле над серебряной выщербленной, окаймлённой серебром и лазурью, оконечностью, обременённой зелёным усечённым острием с вогнутой вершиной, — серебряный филин, с распростёртыми крыльями и золотыми глазами, из-за головы и крыльев которого сверху возникает золотой безант, а ниже каждого крыла к соответствующему ближайшему краю щита вниз отходит по тонкой золотой перевязи; филин держит в лапах за кольцо золотой ключ, расположенный в столб поверх оконечности
Герб может воспроизводиться со статусной короной установленного образца — золотой о пяти видимых заострённых зубцах. Герб может воспроизводиться как в полной версии (полный герб — с муниципальной короной), так и в сокращенной версии (в виде гербового щита без короны); обе версии герба равноправны и имеют одинаковый статус.
Авторская группа: идея — на основе герба Майминского района, утвержденного 23 декабря 2003 года; геральдическая доработка, обоснование символики — Ю. Росич (Москва); компьютерный дизайн — А. Карпова (Баранул), Ю. Росич (Москва).

## Обоснование
Композиция герба символизирует исторические, природные, географические и экономические особенности Майминского района. В основу положена композиция герба утверждеённого решением Майминского районного Совета депутатов от 23 декабря 2003 года.
Берущая начало у основания (в оконечности) щита герба и уходящая на линию горизонта дорога (в виде усеченного острия) символизирует Чуйский тракт, а зелёный цвет подчеркивает живописность природы района — гор и лугов, а также является символом плодородных земель района.
Птица (из отряда совообразных, представителями которых являются совы и филины, как типичные представители животного мира Алтая и Майминского района), держащая ключ символизирует стража, держателя символического ключа.
Золотой ключ является символом географического расположения района на севере Республики Алтай на главной дороге, соединяющей республику с остальной Россией — это символ входа, открытия, начала Горного Алтая, того, что Республики Алтай географически с севера «открывается» именно с территории Майминского района.
Гора (в гербе сформированная из двух геральдических перевязей-склонов) отражает доминирующий горный ландшафт местности. Голубой цвет горы — символ первозданной чистоты Алтайских гор.
Бело-лазоревая кайма оконечности символизирует реку Катунь, несущую свои воды вдоль Чуйского тракта.
Окружность солнца в верхней части герба символизирует вечность, тепло и свет.
Преобладающие цвета герба — белый и голубой — элементы (цвета) флага Республики Алтай, неотъемлемой частью которой является Майминский район.
Применённые в гербе цвета в геральдике обозначают:
Белый цвет (серебро) — символ совершенства, благородства и веры.
Жёлтый цвет (золото) символизирует богатство, справедливость, стабильность, уважение, великодушие.
Голубой, синий цвет (лазурь) символизирует возвышенные устремления, искренность и добродетель; также это цвет водных объектов (рек) и чистого неба.
Зелёный цвет (зелень) — символ весны, радости, надежды, жизни, здоровья, а также символ природы.

## История
Первый герб района принят Решением Совета депутатов МО от 23 декабря 2003 года №16-23. Описание герба: «в центре щита герба находится птица, держащая ключ золотисто-жёлтого цвета. Фон верхней части щита герба выполнен в виде бело-голубых полос, на нём изображена гора голубой окраски и золотисто-жёлтая окружность солнца над ней. Среднюю часть щита пересекает волнистый бордюр. На зелёном фоне нижней части щита изображена прямая линейная перспектива уходящей на линию горизонта дороги синего цвета».
Используемый в настоящее время герб утверждён решением Майминского районного Совета депутатов № 14-5 от 26 декабря 2019 года.